# Папугин, Евгений Михайлович
Евгений Михайлович Папугин (9 мая 1933, Москва — 25 июля 1995, пос. Опалиха, Красногорский район, Московская область) — советский спортсмен-универсал (футбол, хоккей на траве, хоккей с мячом). Заслуженный мастер спорта СССР (1963). Заслуженный тренер СССР (1985).

## Биография
Начал играть в спортивной школе московского «Спартака». С 1952 года — игрок основного состава. Позднее играл за «Буревестник», ЦСК МО, «Динамо» (Москва), «Зоркий» (Красногорск). Мастер спорта СССР (1956).
Выступал за сборную СССР, в составе которой стал пятикратным чемпионом мира.
Играл в футбол нападающим за ЦСК МО (Москва), «Динамо» (Вологда) — 1966, «Зоркий» (Красногорск) — 1968.
В хоккей на траве играл за ЦСК МО (Москва) — 1956.
После окончания игровой карьеры тренировал «Зоркий», «Сибсельмаш», «Вымпел».
Под его руководством «Зоркий» стал чемпионом СССР (1979), 3-м призёром чемпионата СССР (1980), финалистом Кубка европейских чемпионов (1979). Тренер сборной СССР — 1984—1987. Тренер (1975, 1983—1984) и главный тренер 2-й сборной СССР — 1987—1989. При его участии сборная СССР стала чемпионом мира (1985), 3-м призёром чемпионата мира (1987), победителем турнира на призы газеты «Советская Россия» (1986).
Скончался 25 июля 1995 года в посёлке Опалиха Московской области. Похоронен на Преображенском кладбище.

## Награды
- Медаль «За трудовую доблесть» (30.05.1969)
- Памятная медаль ИБФ «За выдающиеся заслуги в развитии хоккея с мячом» (1978)

## Память
В сквере у входа на стадион «Зоркий» в Красногорске Московской области установлен памятник.

## Достижения

### В клубах
- Чемпион СССР (6) — 1957, 1961, 1963, 1964, 1965, 1967
- Серебряный призёр чемпионатов СССР (5) — 1956, 1958, 1959, 1966, 1968
- Бронзовый призёр чемпионатов СССР (2) — 1960, 1962
- Победитель Спартакиады народов РСФСР (1958)
- Обладатель Кубка ВЦСПС (1980)
- Лучший бомбардир чемпионатов СССР (1956—1958, 1961, 1963—1965, 1967)
- В списках «22» и «33 лучших» — 1960—1964, 1968, 1969, 1972

Занимает пятую позицию в списке бомбардиров чемпионата СССР (537 мячей).

### В сборной
- Чемпион мира (5) — 1957, 1961, 1963, 1965, 1967
- Лучший бомбардир чемпионатов мира (1957, 1963)
- Входил в символическую сборную чемпионата мира (1967)